# Masatomi Ikeda
Pour les articles homonymes, voir Ikeda.
Masatomi Ikeda, né à Tokyo (Japon) le 8 avril 1940 et mort le 21 juin 2021, est un maître japonais d'aïkido.

### Sites francophones
- Sanshinkai

### Sites non francophones
- (en) Entry in the Encyclopedia of Aikido